# Trichosteleum grosse-papillosum
Trichosteleum grosse-papillosum là một loài rêu trong họ Sematophyllaceae. Loài này được Paris & Broth. mô tả khoa học đầu tiên năm 1905.